# Seznam památných stromů v okrese Jihlava
Toto je seznam památných stromů v okrese Jihlava, v němž jsou uvedeny památné stromy na území okresu Jihlava.
| Název                                                               | Obrázek                    | Umístění                                             | Druh | Obvod [v cm] | Kód wikidata      | Galerie                                                                        | Poznámka |
| ------------------------------------------------------------------- | -------------------------- | ---------------------------------------------------- | --- | ------------ | ----------------- | ------------------------------------------------------------------------------ | --- |
| Batelovská lípa                                                     |                            | Batelov 49°18′51″ s. š., 15°23′55″ v. d.             | lípa velkolistá | 380          | 100944 Q26786254  |                                                                                | 25metrová lípa stojí v obci, u postranního vchodu na hřbitov. |
| Buk na vrchu Rudný                                                  |                            | Bedřichov u Jihlavy 49°26′8″ s. š., 15°34′59″ v. d.  | buk lesní | 410          | 100949 Q26786291  | Kategorie „Buk na vrchu Rudný“ na Wikimedia Commons                            | 30metrový buk stojí v lesním porostu na severovýchodním svahu vrchu Rudný, cca 100 m od vrcholu. Na podzim 2024 bylo na místě již jen zlomené torzo stromu.                                                |
| Stromořadí v Bedřichově                                             |                            | Bedřichov u Jihlavy 49°24′58″ s. š., 15°35′18″ v. d. | dub červený (9) javor mléč (7) javor klen (1) jasan ztepilý (8) jeřáb ptačí (2) lípa velkolistá (2) lípa malolistá (2) | 358          | 104726 Q26791082  | Kategorie „Stromořadí v Bedřichově“ na Wikimedia Commons                       | 30 stromů lemuje obě strany ulice Smrčenská v městské části Bedřichov. |
| Lípa širolistá                                                      |                            | Bohuslavice 49°8′51″ s. š., 15°34′18″ v. d.          | lípa velkolistá | 0            | 100932 Q26786224  |                                                                                | Lípa roste u kapličky při silnici do Nové Říše. |
| Lípa u Malého                                                       |                            | Brtnice 49°19′41″ s. š., 15°41′45″ v. d.             | lípa | 0            | 105966 Q26790587  |                                                                                | V polích, jako hraniční při rozdělování pozemku (od r. 1809 – bývalý Kourkův grunt) |
| Liliovník tulipánokvětý v Brtnici                                   |                            | Brtnice 49°18′19″ s. š., 15°40′24″ v. d.             | liliovník tulipánokvětý                                                                                                | 315          | 105728 Q26790269  |                                                                                | 24metrový liliovník se nachází v zámeckém parku. |
| Lípy velkolisté v Brtnici                                           |                            | Brtnice 49°18′39″ s. š., 15°39′45″ v. d.             | lípa velkolistá (12)                                                                                                   | 670          | 105745 Q26783065  |                                                                                | 12 lip stojí u cesty spojující brtnický zámek se zámeckou bažantnicí kolem bývalého altánku. |
| Lípa v Bukové                                                       |                            | Buková 49°18′33″ s. š., 15°26′38″ v. d.              | lípa velkolistá | 400          | 100888 Q26786182  | Kategorie „Lípa v Bukové“ na Wikimedia Commons                                 | 30metrová lípa se nachází na zahradě za domem čp. 9. |
| Švecova hruška u Čenkova                                            |                            | Čenkov 49°17′35″ s. š., 15°26′16″ v. d.              | hrušeň obecná | 270          | 100878 Q26786167  |                                                                                | 12metrová hrušeň roste u polní cesty, cca 500 m severně od obce. |
| Lípa v Dolní Cerekvi †                                              |                            | Dolní Cerekev                                        | lípa malolistá | 0            | 105403            |                                                                                | Lípa stála v zahradě u čp. 212. Zrušena 18. listopadu 2009. |
| Douglaska tisolistá                                                 |                            | Doupě 49°15′16″ s. š., 15°25′33″ v. d.               | douglaska tisolistá (2)                                                                                                | 0            | 100931 Q26783115  | Kategorie „Pseudotsuga menziesii (Doupě, Czech Republic)“ na Wikimedia Commons | Dvě Douglasky rostou na okraji lesní školky u hradu Roštejn; obvod kmenů 260 cm, 320 cm. |
| Dušejovská lípa                                                     |                            | Dušejov 49°25′12″ s. š., 15°25′45″ v. d.             | lípa malolistá | 510          | 100945 Q26786258  |                                                                                | 22metrová lípa roste bývalého hospodářského stavení Pánkovsko. |
| Jilm v Dušejově †                                                   |                            | Dušejov                                              | jilm horský | 530          | 100946            |                                                                                | 25metrový jilm stojí u samoty Dvořákovsko, zrušen 30. října 2006. |
| Dub letní u Henčova                                                 |                            | Henčov 49°24′53″ s. š., 15°37′33″ v. d.              | dub letní | 510          | 104727 Q26789357  |                                                                                | Dub stojí na pravé straně silnice z Hruškových Dvorů do Henčova, poblíž lesíku "Růžový les". |
| Lípa u studánky                                                     |                            | Hladov 49°12′14″ s. š., 15°37′39″ v. d.              | lípa malolistá | 350          | 105865 Q26790473  |                                                                                | Ve volné krajině v blízkosti lesního porostu a polní cesty u studánky |
| Topoly černé u Hodic                                                |                            | Hodice 49°16′37″ s. š., 15°28′31″ v. d.              | topol černý (2) | 0            | 100920 Q26783094  |                                                                                | 2 topoly se nachází na pravé straně silnice z Třeště do Hodic, proti kapličce. |
| Lípy v Hojkově                                                      |                            | Hojkov 49°23′19″ s. š., 15°24′48″ v. d.              | lípa malolistá (2) | 350          | 100881 Q26783061  | Kategorie „Lípy v Hojkově“ na Wikimedia Commons                                | 2 lípy rostou na návsi u kříže z r. 1863. |
| Stromořadí v Horním Kosově                                          |                            | Horní Kosov 49°24′35″ s. š., 15°33′21″ v. d.         | javor mléč (5) javor klen (7) jasan ztepilý (10) lípa velkolistá (8) lípa malolistá (9)                                | 420          | 104825 Q26791013  |                                                                                | 28 stromů stojí podél stezky vedoucí z komunikace Jihlava-Horní Kosov (ul. S. K. Neumanna) směrem k Zaječímu skoku v blízkosti železnice; v r. 2009 zrušen 1 javor klen – zrušovací rozhodnutí nedoručeno. |
| Jilmy u Hosova                                                      |                            | Hosov 49°23′26″ s. š., 15°33′2″ v. d.                | jilm vaz (2) | 0            | 105402 Q26783057  |                                                                                | 2 jilmy byly prohlášeny památnými 4. května 2005 a zrušeny 16. června 2006. |
| Dub v Hrbově                                                        |                            | Hrbov 49°30′15″ s. š., 15°44′45″ v. d.               | dub zimní | 438          | 100947 Q26786269  |                                                                                | 22metrový dub se nachází v zahradě u domu čp. 67. |
| Lípa velkolistá v Horních Hutích                                    |                            | Hutě 49°22′8″ s. š., 15°26′8″ v. d.                  | lípa velkolistá | 470          | 100935 Q26786230  |                                                                                | 28metrová lípa roste v přírodním parku Čeřínek, u objektu č.3 (chata U lípy). |
| Lípa v obci Jamné                                                   |                            | Jamné 49°25′47″ s. š., 15°43′5″ v. d.                | lípa malolistá | 480          | 100934 Q26786227  |                                                                                | 25metrová lípa roste v obci u kostela. |
| Lípy v Jamném                                                       |                            | Jamné 49°25′47″ s. š., 15°43′5″ v. d.                | lípa malolistá (2) | 383          | 100930 Q26783069  |                                                                                | 2 lípy se nachází po stranách prostřední cesty na hřbitově; obvod kmenů 290 cm, 383 cm. |
| Dub letní u Jeclova                                                 |                            | Jeclov 49°22′43″ s. š., 15°40′41″ v. d.              | dub letní | 510          | 105481 Q26790061  |                                                                                | 23metrový dub roste na hranici polí a rozvolněné vegetace. |
| Javor klen u samoty Zhorec                                          | Javor klen u samoty Zhorec | Jestřebí 49°16′10″ s. š., 15°35′47″ v. d.            | javor klen | 362          | 105741 Q26790289  |                                                                                | Javor se nachází před samotou Zhorec u zdi hospodářského stavení. |
| Buk u obce Jezdovice                                                |                            | Jezdovice 49°19′8″ s. š., 15°29′19″ v. d.            | buk lesní | 464          | 100895 Q26786190  |                                                                                | 18metrový buk roste cca 500 m jihovýchodně od železniční zastávky v obci. |
| Dubové stromořadí nad obcí Jezdovice                                |                            | Jezdovice 49°19′12″ s. š., 15°29′27″ v. d.           | dub letní (45) javor klen (2) jírovec maďal (1) jasan (11)                                                             | 0            | 100896 Q26791015  |                                                                                | 59 stromů stojí 500 m východně od železniční zastávky v obci Jezdovice; obvod kmenů od 160 cm do 330 cm.                                                                                                   |
| Javor u kapličky v Jezdovicích †                                    |                            | Jezdovice                                            | javor mléč | 295          | 100892            |                                                                                | 25metrový javor stojí na protisvahu u kapličky; poslední z původní výsadby lip a javorů. |
| Jezdovická lípa                                                     |                            | Jezdovice 49°19′21″ s. š., 15°29′2″ v. d.            | lípa malolistá | 210          | 100891 Q12024618  |                                                                                | 30metrová lípa roste v zahradě za domem čp. 47, jižně od kapličky na návsi. |
| Lípa u Smrčků                                                       |                            | Ježená 49°25′8″ s. š., 15°28′0″ v. d.                | lípa malolistá | 383          | 100880 Q26786169  |                                                                                | 29metrová lípa roste v severní části obce ve svahu nad účelovou komunikací; dvoják 310cm, 383 cm. |
| Fejtův jasan                                                        |                            | Jihlava 49°22′55″ s. š., 15°35′41″ v. d.             | jasan ztepilý | 410          | 106058 Q26790670  |                                                                                | Na rozcestí ulic Krajní a Nad Jihlávkou u pěšiny do Sasovského údolí |
| Frühaufův dub                                                       |                            | Jihlava 49°23′43″ s. š., 15°34′37″ v. d.             | dub letní | 431          | 106401            |                                                                                | Na místě bývalé jihlavské střelnice |
| Lipové stromořadí u Modety                                          |                            | Jihlava 49°24′46″ s. š., 15°34′14″ v. d.             | jasan ztepilý (1) lípa malolistá (31)                                                                                  | 0            | 100910 Q26791014  |                                                                                | Alej 27 stromů stojí pod závodem Bosch Diessel (bývalá Modeta) ve Starých Horách, délka 360 m; obvod kmenů od 250 cm do 410 cm.                                                                            |
| Buk u kostela v Jihlavě                                             |                            | Jihlava 49°23′42″ s. š., 15°35′38″ v. d.             | buk lesní červenolistý                                                                                                 | 410          | 100933 Q11362389  | Kategorie „Buk v Jihlavě“ na Wikimedia Commons                                 | 15metrový buk roste na náměstí u kostela sv. Jakuba v Jihlavě; vyhlášen jako Strom roku 2003. |
| Buky Bedřicha Smetany                                               |                            | Jihlava 49°23′49″ s. š., 15°35′3″ v. d.              | buk lesní (2) | 395          | 100882 Q26783054  | Kategorie „Buky Bedřicha Smetany“ na Wikimedia Commons                         | 2 buky stojí v jižní části Smetanových sadů. |
| Dub u Domu zdraví                                                   |                            | Jihlava 49°23′55″ s. š., 15°34′18″ v. d.             | dub letní | 340          | 100877 Q26786164  |                                                                                | 18metrový dub stojí naproti Domu zdraví u bývalého heliportu. |
| Zerav obrovský v Jihlavě                                            |                            | Jihlava 49°23′37″ s. š., 15°34′15″ v. d.             | zerav obrovský | 287          | 105729 Q26790270  |                                                                                | Zerav stojí na ústředním hřbitově na ulici Žižkova. |
| Javor v Jihlávce                                                    |                            | Jihlávka 49°15′39″ s. š., 15°17′32″ v. d.            | javor klen | 406          | 100893 Q26786184  |                                                                                | 30metrový javor se nachází na zahradě rodinného domku v obci Jihlávka. |
| Jilm – Jihlávka                                                     |                            | Jihlávka 49°14′55″ s. š., 15°17′29″ v. d.            | jilm horský | 430          | 106113 Q26790803  |                                                                                | V souvislé aleji podél silnice Jihlava-Počátky |
| Javor klen                                                          |                            | Klatovec 49°13′19″ s. š., 15°17′33″ v. d.            | javor klen | 340          | 100937 Q26786236  |                                                                                | 18metrový javor stojí u bývalé školy v obci, dnes Kulturní dům. |
| Lípy u křížku                                                       |                            | Kostelec 49°22′7″ s. š., 15°29′55″ v. d.             | lípa velkolistá (2) lípa malolistá (1)                                                                                 | 0            | 100929 Q26783049  |                                                                                | 2 lípy se nachází vpravo u silnice Jihlava-Kostelec, kolem křížku z r.1833; obvod kmenů 280 cm, 292 cm. |
| Lípa srdčitá †                                                      |                            | Kostelní Myslová 49°8′33″ s. š., 15°26′10″ v. d.     | lípa malolistá | 450          | 100938 Q26786238  |                                                                                | 30metrová lípa rostla na křižovatce cest cca 700 m jihovýchodně od obce, u břehu říčky Myslůvka; torzo poškozené požáry. Ochrana zrušena 11. ledna 2023.                                                   |
| Lípa širolistá †                                                    |                            | Krahulčí                                             | lípa velkolistá | 461          | 105215 Q74844303  |                                                                                | 20metrová lípa rostla v polích cca 100 m východně od obce; v r. 1992 odlomení 2 kosterních větví, hniloba.                                                                                                 |
| Lípa velkolistá                                                     |                            | Krahulčí 49°11′ s. š., 15°25′20″ v. d.               | lípa velkolistá | 470          | 100939 Q26786241  |                                                                                | 20metrová lípa se nachází u polní cesty západně od obce, cca 100 m jižně od silnice do Telče. |
| Lípy u kostela †                                                    |                            | Krasonice                                            | lípa velkolistá (1) lípa malolistá (1)                                                                                 | 0            | 100928            |                                                                                | 2 lípy rostou na jižní straně kostela. |
| Buk na Havlově kopci                                                |                            | Lovětín 49°17′39″ s. š., 15°24′17″ v. d.             | buk lesní | 352          | 100901 Q26786199  |                                                                                | 28 metrů vysoký buk roste na okraji lesního porostu, na jihozápadním svahu Havlova kopce, cca 700 m severozápadně od obce.                                                                                 |
| Milíčovská lípa                                                     |                            | Milíčov 49°23′44″ s. š., 15°23′25″ v. d.             | lípa velkolistá | 460          | 100940 Q26786244  |                                                                                | 25metrová lípa roste na západním okraji obce, za čp.5, u křižovatky polních cest. |
| Alej k Mirošovu                                                     |                            | Mirošov 49°23′12″ s. š., 15°28′9″ v. d.              | dub letní (33) bříza bělokorá (133) lípa velkolistá (3) topol bílý (1) jírovec maďal (1)                               | 0            | 100917 Q26790942  |                                                                                | Alej 171 stromů se nachází po obou stranách silnice k Mirošovu, od Jedlovského potoka k obci; při větrné smršti 12.7.1984 zničeny 1 dub a 2 břízy.                                                         |
| Skupina 3 stromů v Nepomukách                                       |                            | Nepomuky 49°12′48″ s. š., 15°34′23″ v. d.            | jírovec maďal (2) lípa (1)                                                                                             | 0            | 100927 Q26783103  |                                                                                | V současnosti jen lípa stojí u kapličky na okraji obce Nepomuky; zrušena ochrana 2 jírovců – rozhodnutí o zrušení nedoručeno.                                                                              |
| Jírovec maďal †                                                     |                            | Nevcehle                                             | jírovec maďal | 310          | 104425            |                                                                                | 19metrový jírovec stojí vlevo od silnice do Pavlova, cca 150 m severovýchodně od obce. |
| Památná lípa u Poklony †                                            |                            | Nová Říše                                            | lípa velkolistá | 410          | 104661            |                                                                                | 23metrová lípa se nachází vpravo na severozápadním okraji obce při státní silnici na Telč, pod lípou kaplička s pietou.                                                                                    |
| Lipová alej kolem příjezdové komunikace a na hřbitově v Nové Říši   |                            | Nová Říše 49°8′14″ s. š., 15°33′40″ v. d.            | lípa velkolistá (9) lípa malolistá (33)                                                                                | 0            | 100890 Q26790900  |                                                                                | Alej 42 lip lemuje příjezdovou komunikaci a hřbitov; obvod kmenů od 129 cm do 389 cm. |
| Lípa v Olšanech                                                     |                            | Olšany 49°11′12″ s. š., 15°33′38″ v. d.              | lípa malolistá | 460          | 100925 Q26786220  |                                                                                | 26metrová lípa se nachází po levé straně silnice do Telče, cca 150 m západ od obce. |
| Skupina 2 stromů                                                    |                            | Olšany 49°10′35″ s. š., 15°34′9″ v. d.               | jilm horský (1) lípa velkolistá (1)                                                                                    | 0            | 100926 Q26783105  |                                                                                | 2 stromy stojí u kapličky při cestě z Olšan do Nové Říše. |
| Jedle u Bílé cesty                                                  |                            | Otín 49°15′28″ s. š., 15°35′2″ v. d.                 | jedle bělokorá | 246          | 100903 Q26786204  |                                                                                | 32metrová jedle se nachází na okraji lesního porostu, cca 500 m jihovýchodně od hájovny v Otíně. |
| Buky u Jelení hory                                                  |                            | Panenská Rozsíčka 49°15′53″ s. š., 15°30′30″ v. d.   | buk lesní (2) | 0            | 100884 Q26783091  |                                                                                | Dva buky rostou na okraji lesního porostu, na hranicích katastrů Panenská Rozsíčka a Hodice u Jelení hory.                                                                                                 |
| Topol černý †                                                       |                            | Pístov                                               | topol černý | 540          | 104426            |                                                                                | 28metrový topol stál na návsi, na levé straně silnice. Zrušen 23. ledna 2002. |
| Lípa v obci Plandry                                                 |                            | Plandry 49°25′16″ s. š., 15°32′9″ v. d.              | lípa malolistá | 496          | 100941 Q26786246  |                                                                                | 28metrová lípa stojí v blízkosti silnice, v bývalé zámecké zahradě. |
| Lipová alej ke kapli sv. Jana Nepomuckého                           |                            | Plandry 49°25′19″ s. š., 15°32′23″ v. d.             | lípa velkolistá | 0            | 100916 Q26790882  |                                                                                | Alej 27 lip lemuje obě strany přístupové cesty ke kapli sv. Jana Nepomuckého. |
| Borovice u Polné                                                    |                            | Polná 49°28′25″ s. š., 15°41′35″ v. d.               | borovice černá | 222          | 100952 Q26786315  |                                                                                | 13metrová borovice stojí po pravé straně silnice ze Ždírce do Polné, v blízkosti rozcestí na Filipovské Chaloupky.                                                                                         |
| Javor v Popicích                                                    |                            | Popice 49°20′59″ s. š., 15°32′24″ v. d.              | javor klen | 334          | 100948 Q26786280  |                                                                                | 20metrový javor stojí na západním okraji obce, u objektu garáže. |
| Praskolesy – lípa                                                   | Praskolesy – lípa          | Praskolesy 49°10′31″ s. š., 15°21′17″ v. d.          | lípa velkolistá | 900          | 100950 Q12046860  | Kategorie „Praskoleská lípa“ na Wikimedia Commons                              | 23metrová lípa stojí na návsi u čp. 7, v dutině kmene zvonička z 19. stol. shora krytá stříškou. |
| Praskolesy – lípa srdčitá                                           | Praskolesy – lípa srdčitá  | Praskolesy 49°10′33″ s. š., 15°21′18″ v. d.          | lípa malolistá | 440          | 100951 Q26786303  | Kategorie „Lípa srdčitá v Praskolesích“ na Wikimedia Commons                   | 29metrová lípa roste na návsi, na levé straně silnice. |
| Hrušeň v obci Příseka                                               |                            | Příseka 49°20′23″ s. š., 15°38′35″ v. d.             | hrušeň planá | 260          | 105412 Q26789854  |                                                                                | 12metrová hrušeň stojí v obci u čp. 25 na soukromém travnatém pozemku v blízkosti hospodářského stavení.                                                                                                   |
| Lípa pod Katovou horou                                              |                            | Příseka 49°19′55″ s. š., 15°39′25″ v. d.             | lípa velkolistá | 310          | 105545 Q26790122  |                                                                                | 13metrová lípa se nachází západně pod Katovou horou. |
| Jalovec mezi Batelovem a Rácovem                                    |                            | Rácov 49°17′47″ s. š., 15°23′29″ v. d.               | jalovec obecný | 95           | 100902 Q26786202  |                                                                                | 7metrový jalovec se nachází na mezi u východního břehu rybníka Dolní mlýn, cca 4 km JJZ od Batelova. |
| Javor klen v Rančířově                                              |                            | Rančířov 49°21′53″ s. š., 15°35′39″ v. d.            | javor klen | 383          | 100876 Q26786161  |                                                                                | 25metrový javor roste na severovýchodním okraji obce u čp. 32. |
| Lípy nad Rančířovem                                                 |                            | Rančířov 49°21′54″ s. š., 15°35′24″ v. d.            | lípa malolistá (4) | 252          | 100874 Q26783045  |                                                                                | 4 lípy rostou nad pravým břehem řeky Jihlávky, na okraji lesního porostu, severozápadně od obce, u bývalého kříže; obvod kmenů od 250 cm do 252 cm.                                                        |
| Duby v Rohozné                                                      |                            | Rohozná 49°21′22″ s. š., 15°24′7″ v. d.              | dub letní (22) | 320          | 100872 Q26783088  |                                                                                | 22 dubů lemuje obě strany cesty od hájovny Starý Hamr k lesním pozemkům. |
| Javor v Kopaninách                                                  |                            | Rohozná                                              | javor mléč | 470          | 106184 Q73599788  |                                                                                | v zahradě v těsné blízkosti hospodářské budovy a polní cesty v obci Rohozná |
| Lípy u Rounku I                                                     |                            | Rounek 49°24′28″ s. š., 15°30′23″ v. d.              | lípa velkolistá (2) | 395          | 104826 Q26783035  |                                                                                | 2 lípy stojí lolem křížku na rozcestí cest mezi Starým a Novým Rounkem. |
| Lípy u Rounku II                                                    |                            | Rounek 49°24′37″ s. š., 15°30′26″ v. d.              | lípa velkolistá (4) | 480          | 104827 Q26783040  |                                                                                | 4 lípy stojí kolem křížku před obcí Starý Rounek. |
| Lípa                                                                |                            | Rozsíčky u Telče 49°10′26″ s. š., 15°30′39″ v. d.    | lípa velkolistá | 436          | 100918 Q26786218  |                                                                                | 25metrová lípa stojí 150 m západně od objektu polesí u obce Rozsíčky. |
| Skupina 2 lip                                                       |                            | Rozsíčky u Telče 49°10′29″ s. š., 15°30′53″ v. d.    | lípa velkolistá (2) | 0            | 100924 Q26783113  |                                                                                | 2 lípy rostou na okraji lesa, cca 100 m východně od obce. |
| Skupina stromů u Rozsíčky                                           |                            | Rozsíčky u Telče 49°10′38″ s. š., 15°30′43″ v. d.    | javor klen (2) jírovec maďal (2) lípa malolistá (1)                                                                    | 0            | 100923 Q26783109  |                                                                                | 2 javory, 2 jíroce a 1 lípa se nacházejí u obce cca 110 m severně od objektu zemědělského družstva. |
| Javor v Růžené                                                      |                            | Růžená 49°16′40″ s. š., 15°25′29″ v. d.              | javor klen | 317          | 100894 Q26786187  |                                                                                | 21metrový javor roste na okraji údolí pod skalním vrškem, cca 600 m SSZ od kostela. |
| Lípa u obce Rybné                                                   |                            | Rybné 49°25′13″ s. š., 15°44′21″ v. d.               | lípa malolistá | 290          | 100942 Q26786249  |                                                                                | 15metrová lípa stojí v polích, jižně od obce, vedle kříže z r.1898. |
| Lípa "U kapličky"                                                   |                            | Salavice 49°19′53″ s. š., 15°29′19″ v. d.            | lípa velkolistá | 283          | 100904 Q26786207  |                                                                                | 25metrová lípa se nachází na návsi u kapličky v Salavicích. |
| Salavická lípa †                                                    |                            | Salavice 49°19′53″ s. š., 15°29′19″ v. d.            | lípa velkolistá | 460          | 100953 Q26786326  |                                                                                | 23metrová lípa stojí v obci, po levé straně silnice Jihlava-Pístov. Ochrana zrušena 15. března 2022. |
| Lípa ve Vilémovských Chaloupkách                                    |                            | Smrčná 49°27′57″ s. š., 15°31′40″ v. d.              | lípa malolistá | 509          | 105478 Q26790059  |                                                                                | 25,5 metrů vysoká lípa stojí na návrší nad historickou návsí obce. |
| Javor klen – Acer pseudoplatanus, Lípa srdčitá – Tilia cordata (2×) |                            | Suchá 49°17′30″ s. š., 15°34′51″ v. d.               | javor klen (1) lípa malolistá (2)                                                                                      | 0            | 100922 Q26783086  |                                                                                | 3 lípy a 1 javor stojí v obci, na pravé straně silnice do Stonařova. |
| Lípa u císařské silnice                                             |                            | Svojkovice                                           | lípa velkolistá | 433          | 106294 Q73602015  |                                                                                | Strom se nachází u křižovatky polních cest cca 300 m JV od obce Svojkovice. Stáří cca 270 let. |
| Langova lípa                                                        | Langova lípa               | Telč 49°10′57″ s. š., 15°27′6″ v. d.                 | lípa velkolistá | 460          | 104656 Q26789313  |                                                                                | 27metrová lípa roste za Ulickým rybníkem vedle pěšiny od Belpské lávky kolem zimního stadionu na ulici Hradeckou.                                                                                          |
| Lipová alej V lipkách                                               |                            | Telč 49°11′22″ s. š., 15°26′19″ v. d.                | dub letní (4) | 0            | 100915 Q26790835  |                                                                                | Alej 304 stromů se nachází směrem z Telče podél komunikace k rekreačnímu středisku Lipky, délka 1400 m, zbytek původní aleje z Telče ke kapli sv. Karla Boromejského.                                      |
| Zachariášova lípa                                                   |                            | Telč 49°11′7″ s. š., 15°26′54″ v. d.                 | lípa velkolistá | 0            | 106021 Q26790631  | Kategorie „Zachariášova lípa“ na Wikimedia Commons                             | Lípa roste v zámeckém parku v blízkosti Ulického rybníka. Vyhlášena 22. 12. 2010 MÚ Telč. |
| Buk lesní †                                                         |                            | Třešť                                                | buk lesní | 364          | 105216 Q74844308  |                                                                                | 20metrový buk ve Fritzově ulici u čp. 250; pravděpodobně zrušen. |
| Douglaska tisolistá u samoty Pouště                                 |                            | Třešť 49°17′13″ s. š., 15°31′23″ v. d.               | douglaska tisolistá | 237          | 100943 Q26786251  |                                                                                | 33metrová douglaska stojí 100 m od rybníka Radkovec, v lesním komplexu Pouště. |
| Douglasky u křížku                                                  |                            | Třešť 49°18′19″ s. š., 15°31′16″ v. d.               | douglaska tisolistá (4)                                                                                                | 0            | 100908 Q26783078  |                                                                                | Čtyři stromy se nacházejí v lesním porostu, cca 700 m jihovýchodně od kóty Velký Špičák; obvod kmenů od 187 cm do 302 cm.                                                                                  |
| Dubové stromořadí u rybníka Radkovec                                |                            | Třešť 49°17′8″ s. š., 15°31′29″ v. d.                | dub letní (29) | 0            | 100914 Q26790831  |                                                                                | 29 dubů roste u rybníka Radkovec v lesním komplexu Pouště. |
| Dubové stromořadí u Třeště                                          |                            | Třešť 49°17′31″ s. š., 15°30′4″ v. d.                | dub letní | 0            | 100913 Q26790832  | Kategorie „Dubové stromořadí u Třeště“ na Wikimedia Commons                    | 20 dubů se nachází východně od silnice Třešť-Stonařov, kolem městského vodojemu k lesnímu porostu pod Jelením skokem.                                                                                      |
| Dubové střomořadí u Jezdovic                                        |                            | Třešť 49°18′51″ s. š., 15°28′52″ v. d.               | dub letní (24) | 0            | 100912 Q26790828  |                                                                                | 24 dubů lemuje levou stranou silnice z Jezdovic do Třeště; v r. 2001 zjištěno jen 26 stromů. |
| Jedle u Lovětínského rybníka                                        |                            | Třešť 49°17′8″ s. š., 15°32′15″ v. d.                | jedle bělokorá (2) | 0            | 100907 Q26783073  |                                                                                | 2 jedle stojí v lesním porostu na severním břehu Lovětínského rybníka na Pouštích, cca 100 m od komunikace.                                                                                                |
| Lípa u křížku                                                       |                            | Třešť 49°17′11″ s. š., 15°27′52″ v. d.               | lípa velkolistá | 300          | 100909 Q26786215  |                                                                                | 25metrová lípa roste u křížku, proti zemědělskému družstvu, u silnice na Čenkov. |
| Smrk na rozcestí k Otovu Dvoru †                                    |                            | Třešť 49°18′24″ s. š., 15°29′28″ v. d.               | smrk ztepilý | 270          | 100886 Q26786178  |                                                                                | 45metrový smrk roste na rozcestí lesních cest k Otovu Dvoru a na Špičák. Ochrana stromu zrušena 05.01.2022.                                                                                                |
| Smrk na Šumperku                                                    |                            | Třešť 49°18′37″ s. š., 15°29′45″ v. d.               | smrk ztepilý | 287          | 100883 Q26786173  |                                                                                | 45metrový smrk se nachází za rybníkem k Otovu dvoru, na hranici katastrů. |
| Smrk u rybníka k Otovu Dvoru                                        |                            | Třešť 49°18′31″ s. š., 15°29′41″ v. d.               | smrk ztepilý | 300          | 100885 Q26786175  |                                                                                | 45metrový smrk stojí u rybníka k Otovu Dvoru. |
| Stromořadí na Křížové cestě                                         |                            | Třešť 49°17′22″ s. š., 15°29′49″ v. d.               | bříza bělokorá | 0            | 100887 Q26790834  |                                                                                | 10 stromů volně navazuje na stromořadí na Křížové cestě a pokračuje směrem na Šibeniční vrch. |
| Buk pod myslivnou                                                   |                            | Třešť 49°18′15″ s. š., 15°30′6″ v. d.                | buk lesní | 367          | 100906 Q26786211  | Kategorie „Buk pod myslivnou (Třešť)“ na Wikimedia Commons                     | 40metrový buk se nachází na okraji lesního porostu nad myslivnou v Březíčku. |
| Douglasky u myslivny                                                |                            | Třešť 49°17′59″ s. š., 15°30′14″ v. d.               | douglaska tisolistá (11)                                                                                               | 0            | 100900 Q26790829  | Kategorie „Douglasky u myslivny (Třešť)“ na Wikimedia Commons                  | Jedenáct douglasek roste na okraji lesního porostu za myslivnou v Březíčku; obvod kmenů od 199 cm do 361 cm.                                                                                               |
| Dubová alej v Třešti                                                |                            | Třešť 49°18′16″ s. š., 15°29′49″ v. d.               | dub letní | 0            | 100911 Q26790833  | Kategorie „Dubová alej v Třešti“ na Wikimedia Commons                          | 176 stromů se nachází od benzinové stanice severovýchodně k vrchu Špičák, končí na křižovatce lesních cest, délka 1500 m.                                                                                  |
| Lípa u "Ovčačky"                                                    |                            | Třešť 49°17′47″ s. š., 15°29′43″ v. d.               | lípa velkolistá | 610          | 100905 Q26786209  | Kategorie „Lípa u Ovčačky (Třešť)“ na Wikimedia Commons                        | 31metrová lípa se nachází ve stromořadí východně od zámeckého parku. |
| Lípy u Agrozetu                                                     |                            | Třešť 49°17′44″ s. š., 15°28′45″ v. d.               | lípa malolistá | 385          | 100921 Q26783081  | Kategorie „Tilia cordata, Třešť, Nádražní“ na Wikimedia Commons                | Jedna lípa se nachází na nádvoří Agrozetu v Třešti; obvod kmenů 330 cm, 385 cm; v r. 1992 zjištěna jen 1 lípa, druhá zanikla neznámo kdy.                                                                  |
| Duby u mlýna v Třeštici                                             |                            | Třeštice 49°14′34″ s. š., 15°27′19″ v. d.            | dub letní (3) | 450          | 100899 Q26783072  |                                                                                | 3 duby rostou v zahradě u mlýna v Třeštici; obvod kmenů od 320 cm do 450 cm. |
| Hruška u mlýna v Třeštici                                           |                            | Třeštice 49°14′34″ s. š., 15°27′18″ v. d.            | hrušeň planá | 255          | 100897 Q26786194  |                                                                                | 15metrová hrušeň roste za bývalým mlýnem v Třeštici. |
| Javor u mlýna v Třeštici                                            |                            | Třeštice 49°14′37″ s. š., 15°27′18″ v. d.            | javor mléč | 415          | 100898 Q26786196  |                                                                                | 30metrový javor roste u bývalého mlýna v Třeštici. |
| Duby letní v Ústí                                                   |                            | Ústí 49°28′22″ s. š., 15°24′57″ v. d.                | dub letní (2) | 625          | 100889 Q26783042  |                                                                                | 2 duby stojí východně od návsi na okraji obce u zemědělské usedlosti. |
| 2 lípy                                                              | 2 lípy                     | Vanov 49°12′47″ s. š., 15°25′47″ v. d.               | lípa velkolistá (2) | 0            | 100919 Q26783100  |                                                                                | 2 lípy rostly na levé straně silnice z Telče do Vanůvek, u kříže z r. 1806. Ochrana jedné z nich byla roku 2014 zrušena a strom byl následně kvůli výskytu výskyt dřevomoru kořenového skácen.             |
| Lípy u kapličky                                                     |                            | Vápovice 49°9′19″ s. š., 15°34′44″ v. d.             | lípa velkolistá (2) | 0            | 104660 Q26783098  |                                                                                | 2 lípy stojí kolem kapličky u odbočky ze státní silnice na obec Vápovice. |
| Lípy u sochy sv. Jana Nepomuckého                                   |                            | Věžnice 49°24′25″ s. š., 15°45′33″ v. d.             | lípa velkolistá (2), lípa malolistá (2)                                                                                | 0            | 106396 Q106764356 |                                                                                | 4 lípy u sochy svatého Jana Nepomuckého na návsi |
| Buk lesní †                                                         |                            | Vržanov                                              | buk lesní | 401          | 104428            |                                                                                | 22metrový buk stojí na pravé straně polní cesty do Kamenice, cca 300 m od obce, zrušen 14. září 1998. |
| Lípy na návsi ve Vržanově                                           |                            | Vržanov 49°21′13″ s. š., 15°44′59″ v. d.             | lípa malolistá (4) | 268          | 100873 Q26783051  |                                                                                | 4 lípy stojí na návsi ve Vržanově; obvod kmenů od 243 cm do 268 cm. |
| Lípa v Záborné †                                                    |                            | Záborná 49°29′9″ s. š., 15°45′10″ v. d.              | lípa malolistá | 576          | 100936 Q26786232  |                                                                                | 23metrová lípa roste v blízkosti obecní zvonice. Ochrana zrušena v roce 2021. |
| Lípa ve Zbilidech †                                                 |                            | Zbilidy                                              | lípa velkolistá | 420          | 100955            |                                                                                | 23metrová lípa roste na návsi v obci, zrušena 14. září 2009. |
| Zbinožské lípy                                                      |                            | Zbinohy 49°29′12″ s. š., 15°28′45″ v. d.             | lípa malolistá (2) | 523          | 100879 Q26783033  |                                                                                | 2 lípy stojí v západní části obce, v blízkosti usedlosti čp. 10; obvod kmenů 279 cm, 523 cm. |
| Dub letní †                                                         |                            | Zborná                                               | dub letní | 370          | 104427            |                                                                                | 24metrový dub na okraji lesního porostu na pravé straně silnice směrem od Jihlavy, cca 300 m před obcí, zrušen 14. září 1998.                                                                              |
| Lípa u Tomášků ve Zborné                                            |                            | Zborná 49°26′25″ s. š., 15°34′25″ v. d.              | lípa malolistá | 415          | 100875 Q26786157  |                                                                                | 25metrová lípa stojí v severní části obce v zahradě mezi chatami. |
| Borovice lesní                                                      |                            | Ždírec 49°28′2″ s. š., 15°40′59″ v. d.               | borovice lesní | 235          | 100954 Q26786338  |                                                                                | 11metrová borovice roste na levé straně silnice ze Ždírce do Polné, cca 600 m severně od obce Ždírec. |